# Marano di Napoli
Marano di Napoli é uma comuna italiana da região da Campania, província de Nápoles, com cerca de 60.007 habitantes. Estende-se por uma área de 15 km², tendo uma densidade populacional de 3275 hab/km². Faz fronteira com Calvizzano, Mugnano di Napoli, Nápoles, Quarto, Villaricca.

## Demografia
| Variação demográfica do município entre 1861 e 2011                               |
|                                                                                   |
| Fonte: Istituto Nazionale di Statistica (ISTAT) - Elaboração gráfica da Wikipedia |